# Diplacanthopoma riversandersoni
Diplacanthopoma riversandersoni är en fiskart som beskrevs av Alcock, 1895. Diplacanthopoma riversandersoni ingår i släktet Diplacanthopoma och familjen Bythitidae. Inga underarter finns listade i Catalogue of Life.